# Geodia perarmata
Espèce
Geodia perarmata est une espèce d'éponges de la famille des Geodiidae.

## Taxonomie
L'espèce est décrite par James Scott Bowerbank en 1873,.
Synonyme
- Isops perarmata (Bowerbank, 1873)[1]

### Publication originale
- (en) J. S. Bowerbank, « Contributions to a General History of the Spongiadae. Part IV », Proceedings of the Zoological Society of London, Londres, vol. 1873,‎ 1873, p. 3-25.

## Répartition
Geodia perarmata est présente dans l'océan Indien.